# Ibn Nafis
Ibn Nafis o Ibn an-Nafis, cuyo nombre completo era Ala-al-din abu al-Hassan Ali ibn Abi-Hazm al-Qarshi al-Dimashqi (en árabe: علاء الدين أبو الحسن عليّ بن أبي حزم القرشي الدمشقي‎), fue un médico sirio del siglo XIII famoso por sus descubrimientos sobre la circulación pulmonar.

## Biografía
Ibn Nafis nació en Damasco (Siria) entre 1210 y 1213 según la referencia. Sería en su ciudad natal donde años más tarde ejercería como médico en el Hospital Al-Nouri. Además de medicina, Ibn Nafis recibió instrucción en jurisprudencia, literatura y teología.
En 1236 emigró a Egipto. Allí trabajó en los hospitales de Al-Nassri y de Al-Mansouri, en los que ejerció de jefe médico (así como jefe personal del sultán). Tras su muerte en 1288, su casa, su biblioteca y su clínica pasaron al Hospital Mansouriya.

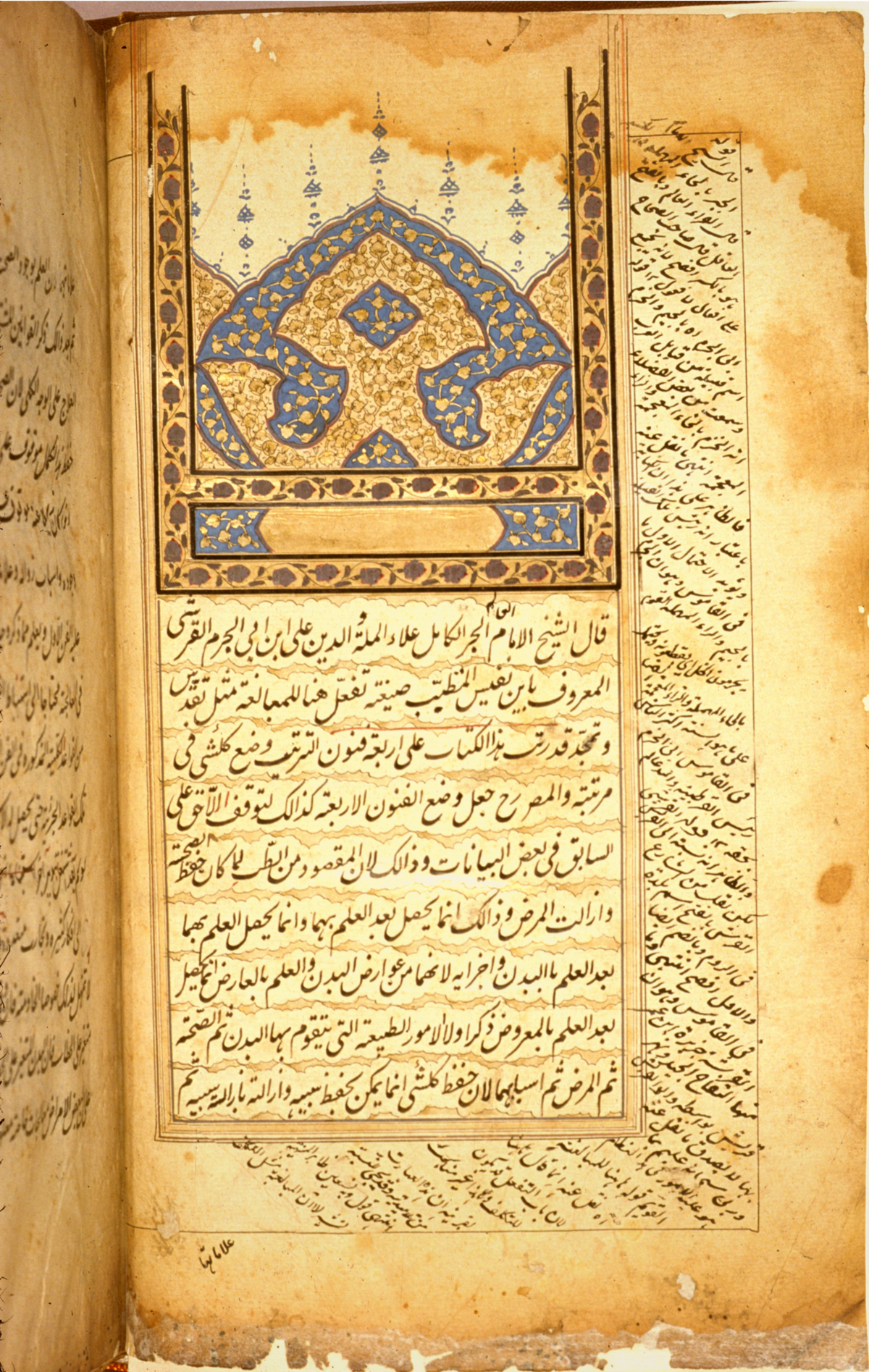
Primera página de un tratado de Ibn Nafis.

## Descubrimiento de la circulación pulmonar
En 1924 el médico egipcio Dr. Muhyo Al-Deen Altawi descubrió un escrito titulado Comentario de la Anatomía del Canon de Avicena en la Biblioteca Estatal Prusiana de Berlín, mientras estudiaba la historia de la medicina árabe en la Universidad Albert Ludwig, en Alemania. El texto versa sobre anatomía, patología y fisiología, e incluye la primera descripción de la circulación pulmonar.
La teoría aceptada hasta la llegada de Ibn Nafis se fundamentaba en las hipótesis de Galeno, del siglo II d. C. Galeno especuló que la sangre que llegaba a la parte derecha del corazón atravesaba el septo cardíaco a través de poros invisibles para acabar en la parte izquierda, donde finalmente se mezclaba con el aire y se creaba el espíritu vital que ulteriormente se distribuía por todo el cuerpo. Según la visión de Galeno, el sistema venoso se separaba del sistema arterial excepto en los poros invisibles localizados en el tabique que divide el corazón en dos mitades (derecha e izquierda). A pesar de sus originales observaciones, el descubrimiento suele atribuirse al español Miguel Servet o al inglés William Harvey.
Basándose en dicho conocimiento anatómico, Ibn Nafis escribió lo siguiente:

... la sangre de la cámara derecha del corazón debe llegar a la cámara izquierda pero no hay una vía directa entre ambas. El grueso septo cardíaco no está perforado y no tiene poros visibles como alguna gente piensa ni invisibles como pensaba Galeno. La sangre de la cámara derecha fluye a través de la vena arteriosa [arteria pulmonar] hasta los pulmones, donde se distribuye a través de su parénquima, se mezcla con el aire, pasa a la arteria venosa [vena pulmonar] y alcanza la cámara izquierda del corazón y allí forma el espíritu vital...

En otra parte del libro escribió lo siguiente:

El corazón sólo tiene dos ventrículos... y entre éstos no hay absolutamente ninguna abertura. La disección demuestra la falsedad de lo que dijeron, ya que el septo entre estas dos cavidades es de hecho más grueso en esta parte que en ninguna otra. La función de esta sangre (que está en la cavidad derecha) es ascender a los pulmones, mezclarse con el aire de los pulmones, y después pasar a la cavidad izquierda a través de la arteria venosa...

En su descripción de los pulmones, Ibn Nafis dejó escrito lo siguiente:

Los pulmones se componen de partes, una de las cuales son los bronquios; la segunda, las ramas de la arteria venosa; y la tercera, las ramas de la vena arteriosa, estando todas ellas conectadas por un parénquima laxo y poroso.

Asimismo añadió:

... los pulmones necesitan la vena arteriosa por el transporte que ésta realiza de la sangre que ha sido diluida y calentada en el corazón, así que lo que rezuma a través de los poros de las ramas de este vaso en los alvéolos de los pulmones se mezclaría con lo que hay en ellos de aire y se combinarían con él, dando como resultado algo parecido al espíritu vital, cuando esta mezcla tiene lugar en la cavidad izquierda del corazón. La arteria venosa transporta esta mezcla a la cavidad izquierda.

Ibn Nafis postuló que el oxígeno y los nutrientes para el corazón se extraían de las arterias coronarias:

...de nuevo su (de Avicena) argumento de que la sangre que está en la parte derecha es para nutrir el corazón no es del todo cierta, ya que el corazón se nutre a partir de la sangre que pasa por los vasos que penetran el cuerpo del corazón...

## Obra
- Su obra más voluminosa fue Al-Shamil fi al-Tibb, una enciclopedia que pretendía alcanzar los 300 volúmenes pero que quedó incompleta tras su muerte. El manuscrito se conserva en la ciudad de Damasco.
- También trató la oftalmología en la obra Al Muhadhab Fi Al Kouhl Al Mujarrab.
- Así como las leyes: Mujaz al-Qanun o El sumario de leyes.
- Y la dietética: Kitab al-Mukhtar fi al-Aghdhiya.
- No sólo comentó la obra de Avicena, también la de Hipócrates: Shareh Fusul Boukrat (Comentarios sobre los Aforismos), y Shareh epidemia Boukrat (Comentarios sobre las Epidemias).
- Al-Risālah al-Kāmiliyyah fī al-Ssīrah al-Nabawiyyah; (“Theologus Autodidactus”); un tratado filosófico que algunos afirman que es la primera novela teológica.[3]